# Richard Hilleman
Pour l’article homonyme, voir Maurice Hilleman.
Richard Hilleman est un producteur de jeux vidéo américain connu pour avoir créé la série Madden NFL.